# Oude Kwaremont
Oude Kwaremont er en 2.200 meter lang og 111 meter høj vej i kommunen Kluisbergen i den belgiske provins Østflandern. I modsætning til almindelig tro er Oude Kwaremont ikke navnet på en bakke, men navnet på en af de brostensbelagte veje, der fører op ad Kluisberg-bakken. Kluisberg er en af flere bakkeformationer i de Flamske Ardenner i den sydlige del af Østflandern, tæt på grænsen til Vallonien. Vejen er bedst kendt for sin tilstedeværelse i mange flamske professionelle cykelløb, såsom Flandern Rundt, E3 Harelbeke og Dwars door Vlaanderen.